# Francisco Dalupan sr.
Francisco Dalupan sr. (Manilla, 4 oktober 1895 - 25 november 1987) was Filipijns advocaat en bestuurder. Dalupan was oprichter en eerste president van de University of the East.

## Biografie
Francisco Dalupan werd geboren op 4 oktober 1895 in Binondo, een district in de Filipijnse hoofdstad Manilla. Hij was de tweede zoon van Julian Dalupan en Sixta Ternate. Dalupan volgde zijn lagere school onderwijs onder andere aan de Ateneo de Manila. Vanaf 1917 studeerde hij in de avond aan de Philippine School of Commerce, de University of the Philippines, Jose Rizal College en de National University. Bij deze laatste onderwijsinstelling behaalde Dalupan in 1927 een bachelor-diploma rechten. Later behaalde hij in 1937 nog een master-diploma rechten aan de University of Santo Tomas. In 1923 slaagde hij voor het toelatingsexamen als accountant en in 1927 was hij ook succesvol bij het toelatingsexamen voor de Filipijnse balie.
Gedurende zijn studie werkte Dalupan overdag. In 1917 begon hij bij het Weather Bureau, waarna hij in 1919 werd aangenomen als junior accountant bij Clarks & Larking. Later promoveerde hij tot supervising accountanr, waarna hij er uiteindelijk werkzaam was als belastingexpert en jurist. Vanaf december 1936 begon hij voor zichzelf als adviseur in belastingen, recht en accountancy. Naast zijn werk als accountant was Dalupan vanaf 1928 ook professor van het Institute of Accounts. Nadat dit instituut in 1934 verderging onder de naam Far Eastern University werd hij gekozen tot vicepresident van deze instelling. In 1945 werd Dalupan benoemd tot president (als plaatsvervanger) en voorzitter van de raad van toezicht van de Far Eastern University.
In 1946 richtte Dalupan het Philippine College of Commerce and Business Administration (PCCBA) op. Het instituut was direct succesvol en leverde vier van de top 10 studenten die het toelatingsexamen accountancy behaalden. Nadat het instituut op 3 juli 1951 de status van universiteit werd toegekend volgde een naamswijziging naar University of the East. Dalupan werd benoemd tot president en voorzitter van de raad van toezicht van de nieuwe universiteit. Op 1 december 1971 nam hij afscheid als president, waarna hij 1972 opgevolgd door Santiago de la Cruz. Zijn functie als voorzitter van de raad van toezicht behield hij nog tot 1976.
Dalupan overleed in 1987 op 92-jarige leeftijd. Hij was van 1919 tot haar dood in 1971 getrouwd met Lorenza Adam. Samen kregen ze zes kinderen: Francisco jr., Maria Consuelo, Virgilio, Maria Concepcion, Estela en Maria Teresita. Zijn zoon Virgilio, beter bekend als Baby Dalupan, werd een van de meest succesvolle basketbalcoaches in de Filipijnen.